# Hermann Wicklein
Hermann Bernhard Markus Wicklein (* 14. Dezember 1911 in Essen; † 9. November 1986 in Oberhausen) war ein deutscher SS-Obersturmführer und Adjutant des Lagerkommandanten in den Konzentrationslagern Herzogenbusch, Ravensbrück und Flossenbürg.

## Leben
Wicklein besuchte zunächst die Volks- und dann die staatliche Handelsschule. Letztere brach er ab und begann Anfang April 1927 eine kaufmännische Ausbildung. Nach Abschluss dieser war er bis zu seiner Entlassung Ende September 1930 als kaufmännischer Gehilfe tätig. Im Spätsommer 1932 arbeitete er beim Amtsgericht in Bad Salzungen als Schreibkraft und verrichtete danach verschiedene Tätigkeiten unterbrochen von Zeiten der Arbeitslosigkeit.
Im März 1933 trat Wicklein der SS (SS-Nr. 114.870) und im Mai 1935 der NSDAP (Mitgliedsnummer 3.670.324) bei. Er absolvierte im Frühjahr 1934 einen Lehrgang an der SS-Sportschule Fürth. Ab Mai war er Angehöriger der Wachmannschaft des KZ Dachau und wechselte dort Anfang Februar 1935 zur Kommandantur. Im April wurde er auf Intervention von Günther Tamaschke zur Inspektion der Konzentrationslager versetzt. Ab Ende 1937 war Wicklein Spieß im KZ Lichtenburg. Im Mai 1939 wurde Wicklein von Lichtenburg in das neu errichtete KZ Ravensbrück versetzt und war dort ab Anfang August 1941 Adjutant unter dem Lagerkommandanten Max Koegel.  Zwischen August und Oktober 1942 absolvierte Wicklein einen Führer-Lehrgang an der SS-Unterführerschule Radolfzell. Im November wechselte er zur SS-Division Prinz Eugen, wo er jedoch aufgrund eines Motorradunfalls nicht an Kampfeinsätzen teilnahm.
Im April 1943 wurde Wicklein als Adjutant in das KZ Flossenbürg, wiederum unter Koegel, versetzt. Ab Oktober fungierte er als Adjutant im KZ Herzogenbusch unter Adam Grünewald. Von dieser Position wurde er im Februar 1944 entbunden. Wickleins Entbindung von diesem Posten war durch das so genannte Bunkerdrama von Vught verursacht, bei dem Mitte Januar 1944 zehn Insassinnen starben. Am 15. Januar 1944 pressten SS-Männer, unter ihnen Lagerkommandant Grünewald, dessen Adjutant Wicklein und Schutzhaftlagerführer Arnold Strippel, im KZ Herzogenbusch 74 Insassinnen in eine 9,5 m² große Zelle. In die benachbarte, gleich große Zelle wurden nochmals 17 Frauen eingesperrt. Bis zum Morgen, als die Zellentür geöffnet wurde, waren zehn der Opfer erstickt. Da dieser Vorfall in der niederländischen Öffentlichkeit zu erheblichem Aufruhr führte, wurden Grünewald und Wicklein vor das SS- und Polizeigericht in Den Haag gestellt. Wegen Misshandlung Untergebener wurde Grünewald Anfang März zu dreieinhalb Jahren und Wicklein wegen Begünstigung seines Vorgesetzten in Tateinheit mit fahrlässiger Tötung von zehn Frauen zu sechs Monaten Gefängnis verurteilt. Durch Heinrich Himmler wurden die beiden Verurteilten aber begnadigt. Wicklein wurde, wahrscheinlich zur Bewährung, nach Barkhausen (Porta Westfalica), als Lagerleiter eines Außenlagers der KZ Neuengamme, versetzt. Ab Oktober 1944, nachdem einige Neuengammer Außenlager zu Stützpunkten zusammengefasst wurden, fungierte er als Leiter des Stützpunktes Porta und leitete die Außenlager Barkhausen, Hausberge und Lerbeck/Neesen bis zum April 1945.
Nach Kriegsende geriet er in englische Kriegsgefangenschaft, aus der ihm jedoch im September 1945 die Flucht gelang. Nach 1945 soll er seinen Wohnsitz in Oberhausen gehabt haben. Wicklein war verheiratet und hatte mindestens ein Kind. Über seinen weiteren Lebensweg ist nichts bekannt.